# Raphitoma concinna
Raphitoma concinna är en snäckart som först beskrevs av Scacchi 1836.  Raphitoma concinna ingår i släktet Raphitoma, och familjen kägelsnäckor. Det är osäkert om arten förekommer i Sverige.